# Brani musicali di Max Pezzali
Questa lista elenca tutti i brani musicali di Max Pezzali, cantautore italiano, sia come solista che con il gruppo 883, incisi dal 1992 al 2018.
Sono escluse eventuali versioni successive alla prima incisione dei brani originali, come i remix.

## Con gli 883
| Titolo                                   | Incisione                                                     | Anno | Durata | Autore                             |
| ---------------------------------------- | ------------------------------------------------------------- | ---- | ------ | ---------------------------------- |
| Non me la menare                         | Hanno ucciso l'Uomo Ragno                                     | 1992 | 4:14   | Pezzali/Repetto                    |
| S'inkazza (Questa casa non è un albergo) | Hanno ucciso l'Uomo Ragno                                     | 1992 | 3:37   | Pezzali/Repetto                    |
| 6/1/sfigato                              | Hanno ucciso l'Uomo Ragno                                     | 1992 | 3:58   | Pezzali/Repetto                    |
| Te la tiri                               | Hanno ucciso l'Uomo Ragno                                     | 1992 | 3:34   | Pezzali/Repetto                    |
| Hanno ucciso l'Uomo Ragno                | Hanno ucciso l'Uomo Ragno                                     | 1992 | 4:12   | Pezzali/Repetto                    |
| Con un deca                              | Hanno ucciso l'Uomo Ragno                                     | 1992 | 5:01   | Pezzali/Repetto                    |
| Jolly Blue                               | Hanno ucciso l'Uomo Ragno                                     | 1992 | 3:30   | Pezzali/Repetto                    |
| Lasciati toccare                         | Hanno ucciso l'Uomo Ragno                                     | 1992 | 4:46   | Pezzali/Repetto                    |
| Il pappagallo                            | Nord sud ovest est                                            | 1993 | 3:36   | Pezzali/Repetto                    |
| Sei un mito                              | Nord sud ovest est                                            | 1993 | 5:06   | Pezzali/Repetto                    |
| Non ci spezziamo                         | Nord sud ovest est                                            | 1993 | 2:05   | Pezzali/Repetto/Guarnerio/Peroni   |
| Come mai                                 | Nord sud ovest est                                            | 1993 | 4:15   | Pezzali/Repetto                    |
| Rotta x casa di Dio                      | Nord sud ovest est                                            | 1993 | 4:52   | Pezzali/Repetto                    |
| Nord sud ovest est                       | Nord sud ovest est                                            | 1993 | 4:30   | Pezzali/Repetto                    |
| Ma perché                                | Nord sud ovest est                                            | 1993 | 3:24   | Pezzali/Repetto                    |
| Weekend                                  | Nord sud ovest est                                            | 1993 | 4:47   | Pezzali/Repetto                    |
| Cumuli                                   | Nord sud ovest est                                            | 1993 | 4:59   | Pezzali/Repetto                    |
| Nella notte                              | Nord sud ovest est                                            | 1993 | 4:20   | Pezzali/Repetto                    |
| La radio a 1000 watt                     | La donna il sogno & il grande incubo                          | 1995 | 4:49   | Pezzali/Guarnerio/Peroni           |
| Fattore S                                | La donna il sogno & il grande incubo                          | 1995 | 4:19   | Pezzali/Guarnerio/Peroni           |
| Ti sento vivere                          | La donna il sogno & il grande incubo                          | 1995 | 3:56   | Pezzali                            |
| Senza averti qui                         | La donna il sogno & il grande incubo                          | 1995 | 3:47   | Pezzali/Guarnerio/Peroni           |
| Tieni il tempo                           | La donna il sogno & il grande incubo                          | 1995 | 3:35   | Pezzali/Repetto                    |
| Gli avvoltoi                             | La donna il sogno & il grande incubo                          | 1995 | 3:58   | Pezzali                            |
| Il grande incubo                         | La donna il sogno & il grande incubo                          | 1995 | 4:57   | Pezzali                            |
| Una canzone d'amore                      | La donna il sogno & il grande incubo                          | 1995 | 5:32   | Pezzali/Cecchetto                  |
| Musica                                   | La donna il sogno & il grande incubo                          | 1995 | 3:34   | Pezzali/Repetto                    |
| O me (o quei deficienti lì)              | La donna il sogno & il grande incubo                          | 1995 | 4:52   | Pezzali/Guarnerio/Peroni           |
| Gli anni                                 | La donna il sogno & il grande incubo                          | 1995 | 4:52   | Pezzali                            |
| Non 6 Bob Dylan                          | La donna il sogno & il grande incubo                          | 1995 | 4:10   | Pezzali/Repetto                    |
| Innamorare tanto                         | La dura legge del gol!                                        | 1997 | 4:09   | Pezzali/Guarnerio/Peroni           |
| La regola dell'amico                     | La dura legge del gol!                                        | 1997 | 4:07   | Pezzali                            |
| Nessun rimpianto                         | La dura legge del gol!                                        | 1997 | 4:23   | Pezzali/Guarnerio/Peroni           |
| Non ti passa più                         | La dura legge del gol!                                        | 1997 | 3:39   | Pezzali                            |
| Se tornerai                              | La dura legge del gol!                                        | 1997 | 3:39   | Pezzali/Repetto                    |
| La dura legge del gol!                   | La dura legge del gol!                                        | 1997 | 5:04   | Pezzali/Cecchetto/Guanrerio/Peroni |
| Un giorno così                           | La dura legge del gol!                                        | 1997 | 4:22   | Pezzali                            |
| Andrà tutto bene                         | La dura legge del gol!                                        | 1997 | 4:14   | Pezzali                            |
| Finalmente tu                            | La dura legge del gol!                                        | 1997 | 2:48   | Pezzali/Repetto                    |
| Non mi arrendo                           | La dura legge del gol!                                        | 1997 | 4:36   | Pezzali/Guarnerio/Peroni           |
| Io ci sarò                               | Gli anni                                                      | 1998 | 4:38   | Pezzali                            |
| Grazie mille                             | Grazie mille                                                  | 1999 | 4:03   | Pezzali                            |
| La regina del Celebrità                  | Grazie mille                                                  | 1999 | 3:53   | Pezzali/Guarnerio/Peroni           |
| Le luci del Natale                       | Grazie mille                                                  | 1999 | 4:41   | Pezzali/Guarnerio/Peroni           |
| Almeno una volta                         | Grazie mille                                                  | 1999 | 3:40   | Pezzali/Wolfsheim                  |
| Nient'altro che noi                      | Grazie mille                                                  | 1999 | 4:33   | Pezzali/Guarnerio/Peroni           |
| Viaggio al centro del mondo              | Grazie mille                                                  | 1999 | 3:55   | Pezzali                            |
| Tenendomi                                | Grazie mille                                                  | 1999 | 3:28   | Pezzali/Boyzone                    |
| Dopo il solito bip                       | Grazie mille                                                  | 1999 | 4:33   | Pezzali/Matsui                     |
| La rana e lo scorpione                   | Grazie mille                                                  | 1999 | 5:30   | Pezzali/Tafuri                     |
| Tutto ciò che ho                         | Grazie mille                                                  | 1999 | 4:32   | Pezzali/Guarnerio/Peroni           |
| Il problema                              | Hanno ucciso l'Uomo Ragno Edizione Straordinaria)             | 2000 | 3:44   | Pezzali/Repetto/Guarnerio/Peroni   |
| Lasciala stare                           | Hanno ucciso l'Uomo Ragno Edizione Straordinaria)             | 2000 | 4:51   | Pezzali/Repetto/Guarnerio/Peroni   |
| Aeroplano                                | Nord sud ovest est (Edizione Straordinaria)                   | 2000 | 4:25   | Pezzali/Repetto                    |
| L'ultimo bicchiere                       | Nord sud ovest est (Edizione Straordinaria)                   | 2000 | 3:19   | Pezzali/Repetto                    |
| Chiuditi nel cesso                       | La donna il sogno & il grande incubo (Edizione Straordinaria) | 2000 | 3:55   | Pezzali/Repetto/Guarnerio/Peroni   |
| Dimmi perché                             | La donna il sogno & il grande incubo (Edizione Straordinaria) | 2000 | 3:51   | Pezzali/Repetto                    |
| T.P.S.                                   | La dura legge del gol! (Edizione Straordinaria)               | 4:15 |        | Pezzali/Repetto                    |
| Punto & a capo                           | Uno in più                                                    | 2001 | 4:18   | Pezzali                            |
| Bella vera                               | Uno in più                                                    | 2001 | 3:36   | Pezzali                            |
| Essere in te                             | Uno in più                                                    | 2001 | 4:20   | Pezzali                            |
| Cloro (feat. Jovanotti)                  | Uno in più                                                    | 2001 | 3:29   | Pezzali/Jovanotti                  |
| Come deve andare                         | Uno in più                                                    | 2001 | 4:35   | Pezzali                            |
| La lunga estate caldissima               | Uno in più                                                    | 2001 | 3:44   | Pezzali                            |
| Noi parte 2 (feat. Articolo 31)          | Uno in più                                                    | 2001 | 5:21   | Pezzali/J-Ax                       |
| Honolulu Baby                            | Uno in più                                                    | 2001 | 4:33   | Pezzali                            |
| So che tu sai                            | Uno in più                                                    | 2001 | 3:47   | Pezzali/Rossi                      |
| Uno in più                               | Uno in più                                                    | 2001 | 4:43   | Pezzali                            |
| Ci sono anch'io                          | Love/Life                                                     | 2002 | 3:46   | Pezzali/Rzeznik                    |
| Quello che capita                        | Love/Life                                                     | 2002 | 4:51   | Pezzali                            |

## Da solista
| Titolo                                     | Incisione                        | Anno | Durata | Autore                 |
| ------------------------------------------ | -------------------------------- | ---- | ------ | ---------------------- |
| Fai come ti pare                           | Il mondo insieme a te            | 2004 | 3:38   | Pezzali                |
| Lo strano percorso                         | Il mondo insieme a te            | 2004 | 4:11   | Pezzali                |
| La volta buona                             | Il mondo insieme a te            | 2004 | 3:54   | Pezzali                |
| Eccoti                                     | Il mondo insieme a te            | 2004 | 4:36   | Pezzali                |
| Siamo io e te                              | Il mondo insieme a te            | 2004 | 4:06   | Pezzali                |
| Il mondo insieme a te                      | Il mondo insieme a te            | 2004 | 4:03   | Pezzali                |
| Con dentro me                              | Il mondo insieme a te            | 2004 | 4:07   | Pezzali                |
| Me la caverò                               | Il mondo insieme a te            | 2004 | 3:41   | Pezzali                |
| Essenziale                                 | Il mondo insieme a te            | 2004 | 4:03   | Pezzali                |
| Mai uguali                                 | Il mondo insieme a te            | 2004 | 4:23   | Pezzali                |
| Torno subito                               | Time Out                         | 2007 | 4:06   | Pezzali                |
| Time Out                                   | Time Out                         | 2007 | 3:44   | Pezzali                |
| Profumo                                    | Time Out                         | 2007 | 4:15   | Pezzali                |
| Il presente                                | Time Out                         | 2007 | 4:09   | Pezzali                |
| Esserci                                    | Time Out                         | 2007 | 4:16   | Pezzali                |
| Il meglio                                  | Time Out                         | 2007 | 4:15   | Pezzali                |
| I filosofi                                 | Time Out                         | 2007 | 3:47   | Pezzali                |
| Sei fantastica                             | Time Out                         | 2007 | 3:21   | Pezzali                |
| Sottosopra                                 | Time Out                         | 2007 | 3:26   | Pezzali                |
| La strada                                  | Time Out                         | 2007 | 3:47   | Pezzali                |
| Chiuso in una scatola                      | Time Out                         | 2007 | 2:58   | Pezzali                |
| Mezzo pieno o mezzo vuoto                  | Max Live 2008                    | 2008 | 3:39   | Pezzali                |
| Ritornerò                                  | Max Live 2008                    | 2008 | 3:55   | Pezzali                |
| Credi                                      | Terraferma                       | 2011 | 4:48   | Pezzali                |
| Il mio secondo tempo                       | Terraferma                       | 2011 | 3:58   | Pezzali                |
| Quasi felice                               | Terraferma                       | 2011 | 4:59   | Pezzali                |
| Terraferma                                 | Terraferma                       | 2011 | 4:33   | Pezzali                |
| Ogni estate c'è                            | Terraferma                       | 2011 | 3:37   | Pezzali                |
| A posto domattina                          | Terraferma                       | 2011 | 4:13   | Pezzali                |
| Quello che comunemente noi chiamiamo amore | Terraferma                       | 2011 | 4:28   | Pezzali                |
| Tu come il sole (risorgi ogni giorno)      | Terraferma                       | 2011 | 3:50   | Pezzali                |
| Il tempo vola                              | Terraferma                       | 2011 | 3:38   | Pezzali                |
| Sto bene qui                               | Terraferma                       | 2011 | 3:46   | Pezzali                |
| Fiesta Baby                                | Terraferma                       | 2011 | 3:19   | Pezzali                |
| Un omino incredibile                       | Terraferma                       | 2011 | 4:08   | Pezzali                |
| Mamma mia dammi cento lire (feat. Arisa)   | Terraferma (Special Edition)     | 2011 | 3:04   | Anonimo                |
| Sempre noi (feat. J-Ax)                    | Hanno ucciso l'Uomo Ragno 2012   | 2012 | 4:30   | Pezzali/J-Ax           |
| L'universo tranne noi                      | Max 20                           | 2013 | 4:13   | Pezzali                |
| Welcome Mr. President                      | Max 20                           | 2013 | 2:13   | Pezzali/Repetto/Florio |
| Il presidente di tutto il mondo            | Max 20                           | 2013 | 3:46   | Pezzali/Repetto        |
| I cowboy non mollano                       | Max 20                           | 2013 | 4:12   | Pezzali                |
| Ragazzo inadeguato                         | Max 20                           | 2013 | 3:41   | Pezzali                |
| Natale con Deejay                          | Natale a casa Deejay             | 2014 | 3:18   | Pezzali/Linus/Curti    |
| È venerdì                                  | Astronave Max                    | 2015 | 3:30   | Pezzali                |
| La prima in basso                          | Astronave Max                    | 2015 | 3:33   | Pezzali                |
| Superstar                                  | Astronave Max                    | 2015 | 3:58   | Pezzali                |
| Sopravviverai                              | Astronave Max                    | 2015 | 3:28   | Pezzali                |
| I fiori nel deserto                        | Astronave Max                    | 2015 | 4:07   | Pezzali                |
| Col senno di poi                           | Astronave Max                    | 2015 | 3:40   | Pezzali                |
| Niente di grave                            | Astronave Max                    | 2015 | 3:57   | Pezzali                |
| Generazioni                                | Astronave Max                    | 2015 | 4:26   | Pezzali                |
| L'astronave madre                          | Astronave Max                    | 2015 | 4:44   | Pezzali                |
| Fallo tu                                   | Astronave Max                    | 2015 | 3:16   | Pezzali                |
| Come Bonnie e Clyde                        | Astronave Max                    | 2015 | 4:03   | Pezzali                |
| Ogni giorno una canzone                    | Astronave Max                    | 2015 | 3:50   | Pezzali                |
| Il treno                                   | Astronave Max                    | 2015 | 3:44   | Pezzali                |
| Astronave madre (Theme)                    | Astronave Max                    | 2015 | 4:22   | Pezzali                |
| Due anime                                  | Astronave Max (New Mission 2016) | 2016 | 4:05   | Pezzali/Contessa       |
| Non lo so                                  | Astronave Max (New Mission 2016) | 2016 | 4:12   | Pezzali/Vallarino      |
| Le canzoni alla radio (feat. Nile Rodgers) | Le canzoni alla radio            | 2017 | 4:29   | Pezzali                |
| Duri da battere                            | Le canzoni alla radio            | 2017 | 3:34   | Pezzali/Guidetti       |
| Un'estate ci salverà                       | Le canzoni alla radio            | 2017 | 3:19   | Pezzali/Carucci        |
| La vita con te                             | Le canzoni alla radio            | 2017 | 3:16   | Pezzali                |
| Il record                                  | Le canzoni alla radio            | 2017 | 3:06   | Pezzali                |
| Il secolo giovane                          | Le canzoni alla radio            | 2017 | 3:05   | Pezzali                |
| Volume a 11                                | Le canzoni alla radio            | 2017 | 3:37   | Pezzali                |
| Discoteche abbandonate                     | Max Forever Vol.1                | 2024 | 3:07   |                        |

## Collaborazioni
| Titolo          | Incisione                              | Anno | Durata | Autore                    |
| --------------- | -------------------------------------- | ---- | ------ | ------------------------- |
| Robin Hood      | Duets Forever - Tutti cantano Cristina | 2018 | 3:22   | Valeri Manera/Carucci     |
| Bottiglie Vuote | Hello World                            | 2025 | 3:15   | Pinguini Tattici Nucleari |